# Willy Verschelde
Willy Verschelde, né le 2 juin 1939 à Zulte (province de Flandre-Orientale) et mort le 10 novembre 2021, est un animateur et auteur de bande dessinée belge flamand.

## Biographie
Willy Verschelde naît le 2 juin 1939 à Zulte.
Il étudie à l'Académie royale des beaux-arts de Gand. Entre 1960 et 1973, il travaille en étroite collaboration avec le réalisateur Raoul Servais, coopérant avec toutes les productions de l'époque. Il est ainsi assistant animateur sur le court métrage De valse noot en 1963 et Chromophobia  en 1966. Il passe animateur sur Sirene en 1968 et Goldframe qui est présenté en compétition au Festival de Cannes 1969.
De 1970 à 1973, il travaille chez Pen-Film, également chez Servais. Par la suite, il se concentre sur le travail publicitaire, les illustrations et la bande dessinée. Il est journaliste indépendant pour des magazines d'art et de cinéma comme Vlaanderen et VBA-Flash. Il publie également dans De Zondag. En 1969, il réalise avec l'écrivain Julien van Remoortere un album de bande dessinée intitulé Het Spreekend Geweer, publié aux éditions Van In. Il réalise encore des illustrations pour Patskrant. En 1981, il réalise quelques gags avec le personnage de Piet Penseel pour Robbedoes, la version néerlandaise de Spirou. En 1984, il revient au cinéma d'animation comme animateur principal dans Jan zonder vrees.
Il meurt le 10 novembre 2021 à l'âge de 82 ans.
L'exposition permanente L'Art de la BD du Centre belge de la bande dessinée présente des planches de Willy Verschelde qui sont issues de la collection du musée en 2024.

## Œuvres

### Filmographie
Sauf indication contraire, les informations mentionnées dans cette section peuvent être confirmées par la base de données cinématographiques IMDb,  présente dans la section « Liens externes ».

#### Courts métrages d'animation

##### Comme assistant animateur
- 1963 : De Valse noot[2]
- 1966 : Chromophobia[3].

##### Comme animateur
- 1968 : Sirene[4]
- 1970 : Goldframe[5]
- 1971 : Operation X-70[9]
- 1972 : To Speak or Not to Speak[10]
- 1973 : Pegasus[11].

##### Comme Lead animator
- 1984 : Jan zonder vrees[7].

#### Livres
- Yves Varende et Danny De Laet, Au-delà du septième art : Histoire de la bande dessinée en Belgique, Bruxelles, Ministères des Affaires étrangères, du Commerce extérieur et de la Coopération au développement de Belgique, coll. « Chroniques belges » (no 322), 1979, 110 p., ill. ; 22 cm.
- Yves Varende et Danny De Laet, Au-delà du septième art : le dessin animé en Belgique, Bruxelles, Ministères des Affaires étrangères, du Commerce extérieur et de la Coopération au développement de Belgique, coll. « Chroniques belges » (no 321), 1979, 51 p., ill. ; 22 cm (OCLC 123204875).
- (nl) « Willy Verschelde », dans Striptekenaars in Vlaanderen [« Les Dessinateurs de bande dessinée en Flandre »], Anvers, Vlaamse Onafhankelijke Stripgilde, 1982, 132 p., ill. (ISBN 90-70481-15-4, OCLC 902354153, présentation en ligne), p. 122-123.